# Franjo Gašpert
Franjo Gašpert Gašo (Zagreb, 15. prosinca 1930. – 3. studenoga 1994.) bio je hrvatski nogometaš.

## Igračka karijera
S Dinamom je osvojio prvenstvo Jugoslavije 1957./58., a u klubu se zadržao od 1957. godine do 1960. godine. Igrao je i u klubovima: "Metalac", "Zagreb", "Opel" (iz Russelsheima) i "Wiesbaden".

### Golovi u prvenstvenim utakmicama
- prvenstvo Jugoslavije 1956./57.: Dinamo na petom mjestu.  Gašpert – 1 gol
- prvenstvo Jugoslavije 1957./58.: Dinamo na prvom mjestu.  Gašpert – 7 golova
- prvenstvo Jugoslavije 1958./59.: Dinamo na petom mjestu.  Gašpert – 5 golova
- prvenstvo Jugoslavije 1959./60.: Dinamo na drugom mjestu. Gašpert – 1 gol